# P701iD
FOMA P701iD（フォーマ・ピー なな まる いち アイ ディー）は、パナソニック モバイルコミュニケーションズによって開発された、NTTドコモの第三世代携帯電話 (FOMA) 端末製品である。

## 概要
701iシリーズとしてD701i、N701i に次ぎ、3番目に発売された。外部メモリーはminiSDカード（256MBまで：ドコモ発表。それ以上は自己責任）対応である。メインカメラの性能はνMaicovicon約125万画素。テレビ電話用のサブカメラはCMOS約11万画素。外部デザイナーの佐藤卓を起用した端末であり、「iD」の意味はデザイン,iDなど。
iアプリは「Clock&diver」、「ソニック・ザ・ヘッジホッグ」、「アバパラ大富豪」、「ヴァニラルーム+占い!」、「Gガイド番組表リモコン」等のiアプリがプリインストールされている。またP901iSと同じくSD-Audio(AAC)に対応している。
movaの25xiシリーズに相当する普及ラインの端末。90xiよりも端末値段を1万円前後下げている。700iの後継モデル。このシリーズからニュースなどを自動配信する「iチャネル」に対応する。音声通話中にテレビ電話への切り替えが可能。また、901iSシリーズ同様に800MHz帯のデュアルバンド対応「FOMAプラスエリア」対応。それ以外の機能はほぼ700iSと同じ。

## 歴史
- 2005年7月15日：電気通信端末機器審査協会 (JATE)通過
- 2005年7月21日：技術基準適合証明 (TELEC) 通過
- 2005年8月3日：D701i・N701i・P701iDと同時にドコモよりプレスリリース
- 2005年10月1日：発売開始

## 不具合
2007年4月末日現在、特に大きな不具合は発見されていない。